# 日本ゼネラルモーターズ
日本ゼネラルモーターズ（英：GM Japan Ltd.）とはアメリカ合衆国の自動車メーカー、ゼネラルモーターズ（GM）の旧日本法人である。現在の日本法人であるゼネラルモーターズ・ジャパンの前身にあたる。東京都品川区東品川に本社を置いていた（現在はゼネラルモーターズ・ジャパンの所在地）。

## 概要
日本国内におけるGMの各種ブランドを統括していた。かつては、取扱いインポーターや提携メーカーの後方支援がメインだったが、近年は自ら輸入販売・サポート・アフターサービスを行っていた。

## 歴史
- 1927年 - 大阪に生産拠点として日本ゼネラル・モータースを設立、1941年撤退。
- 第二次世界大戦後、ヤナセ（キャデラック）、東邦モーターズ（オールズモビル、オペル）などが日本市場の正式販売代理店として活動。
- 1995年頃、日本ゼネラルモーターズを設立。恵比寿ガーデンプレイスに本社を設置。
- 1997年 - サターンジャパンを社内に設立。
- 2001年 - GMオートワールド（現：GMシボレー店）を展開。日本国内でのGMビジネス統括会社として「ゼネラルモーターズ・アジア・パシフィック・ジャパン株式会社」を設立。日本ゼネラルモーターズは、日本国内でのGM車の販売・マーケティングおよびアフターセールス業務に特化する。
- 2002年 - 外国車メーカーとして初めて「日本自動車工業会」に正会員加入。
- 2003年 - 日本自動車工業会を脱退。現在は「会友」の立場で参加。
- 2006年 - 品川シーサイドに本社を移転。
- 2011年 - ゼネラルモーターズ・アジア・パシフィック・ジャパンとの合併により「ゼネラルモーターズ・ジャパン株式会社」が設立。